# RWS Directie Sluizen & Stuwen
De RWS Directie Sluizen & Stuwen was van 1936 tot 1990 een specialistische dienst van de Rijkswaterstaat. Deze dienst was opgericht voor en belast met het ontwerp, de aanleg en het onderhoud van sluizen, stuwen en tunnels in het hoofdvaarwegennet en het hoofdwegennet in Nederland.

## Geschiedenis van de organisatie

#### Sluisbouw IJmuiden
De eerste organisatie-eenheid speciaal opgericht voor de bouw en het ontwerp van een sluis was het district Sluisbouw IJmuiden, dat in 1926 werd ingesteld. Het was daarmee de eerste nieuwe invulling van het begrip district (dat tot 1903 de aanduiding van een regionale eenheid van de Rijkswaterstaat was geweest). In 1917 werd de mogelijkheid geboden naast directies ook districten op te richten, eenheden waarvan het hoofd niet betaald hoefde te worden op het niveau van hoofdingenieur-directeur maar lager. Nadat van 1918 tot 1931 er in Groningen een regionaal district was opgericht was de wijziging van de (vanaf 1921) bestaande afdeling Sluisbouw IJmuiden tot het district Sluisbouw IJmuiden in 1926 het eerste district met een specialistische taak te weten de realisatie van de Noordersluis, op dat moment de grootste sluis ter wereld.
De werkelijke reden tot het veranderen van het Bureau Sluisbouw IJmuiden in een district was overigens curieus: het werd veroorzaakt door de ambities van het hoofd, ir. Johan Ringers, de latere directeur-generaal van de Rijkswaterstaat. Ringers was al jong een gerenommeerd sluizenontwerper. Hij had internationaal gepubliceerd over roldeuren bij zijn eerdere project, de sluizen van Hansweert. Ook bij de Noordersluis was veel innovatief vermogen nodig, die hij en zijn tweede man de eveneens vermaarde ir. J.P. Josephus Jitta konden leveren. Ringers was niet tevreden over zijn honorering; bevorderingen werden in die tijd bij de Waterstaat bepaald door anciënniteit en niet door prestatie. Hij was in 1922 bevorderd tot Hoofdingenieur maar werd in 1926 gevraagd directeur Gemeentewerken Amsterdam te worden met een aanzienlijk hoger salaris. De top van de Waterstaat wilde hem niet kwijt, zelf wilde hij het werk aan de Noordersluis eigenlijk nog niet verlaten maar wilde niet meer gehinderd worden door de hiërarchische lagen van de directie Noord-Holland en eiste directe toegang tot de top! Dit werd geregeld door de vorming van het district. Overigens werd Ringers een klein jaar later alsnog weggeroepen voor een andere taak (Directeur-uitvoerder van de Maatschappij tot uitvoering van de Zuiderzeewerken MUZ).
De sluis was in 1930 klaar en de resterende taken werden in 1932 weer teruggebracht bij de directie Noord-Holland.

#### Velsertunnel
In 1936 werd binnen diezelfde directie een nieuw bouwbureau opgericht met aanvankelijk de naam "Constructiebureau IJmuiden" met als taak het ontwerp en de bouw van de Velsertunnel. Feitelijk was dit bureau de voortzetting van het eerdere bouwbureau voor de Noordersluis. Op deze wijze werd de opgebouwde kennis bewaard en weer nuttig gemaakt. Eind 1940 werd besloten dit bureau om te zetten in een district Tunnelbouw Velsen. Het hoofd van dit district was hiërarchisch zowel ondergeschikt aan de hoofdingenieur-directeur Noord-Holland als aan de directeur-generaal van de Rijkswaterstaat direct. De Duitsers legden overigens het werk aan de Velsertunnel al in 1941 stil; het district leidde tot het eind van de Tweede Wereldoorlog daarom een slapend bestaan.

#### District Sluizen & Stuwen
Inmiddels waren twee andere districten opgericht voor de aanleg van het Amsterdam-Rijnkanaal (de districten Amsterdam-Boven Rijn I en II). Binnen de kunstwerkenafdeling (sinds 1931 onder leiding van dezelfde Josephus Jitta, die onder Ringers aan de Noordersluis had gewerkt) was inmiddels ook veel kennis opgebouwd over sluisbouw. Na de Tweede Wereldoorlog werd daarom deze kunstwerkenafdeling samengevoegd met het district Tunnelbouw Velsen en werd de naam gewijzigd in district Sluizen & Stuwen, Josephus Jitta kreeg de leiding. De nieuwe dienst werd in Utrecht gevestigd aan de Maliebaan, in een aantal samengevoegde panden, die eerder bij de NSB van Mussert in gebruik waren geweest. Tussen Mussert en de joodse Josephus Jitta was overigens een opmerkelijke band geweest. Als pas afgestudeerde civiel ingenieurs waren ze gelijktijdig in dienst gekomen bij de Sluisbouw in IJmuiden en was er zelfs vriendschap ontstaan, die overigens eindigde toen Mussert zijn antisemitische denkbeelden ontwikkelde.
Werken uit de eerste jaren van de dienst waren - behalve het herstel van oorlogsschade en de voltooiing van de Velsertunnel - schutsluizen in Spijkenisse, Werkendam en in het Friese kanalenplan (Harlingen, Terhorne en Lemmer). Het district werd twee jaar later omgezet in een echte directie: de Directie Sluizen & Stuwen. Josephus Jitta werd als hoofdingenieur-directeur toegevoegd aan de directeur-generaal en wist daar zijn grote kennis op het gebied van sluisbouw nog vele jaren ten nutte te maken. Als manager van de nieuwe directie werd een ander aangewezen.

#### Directie Sluizen & Stuwen

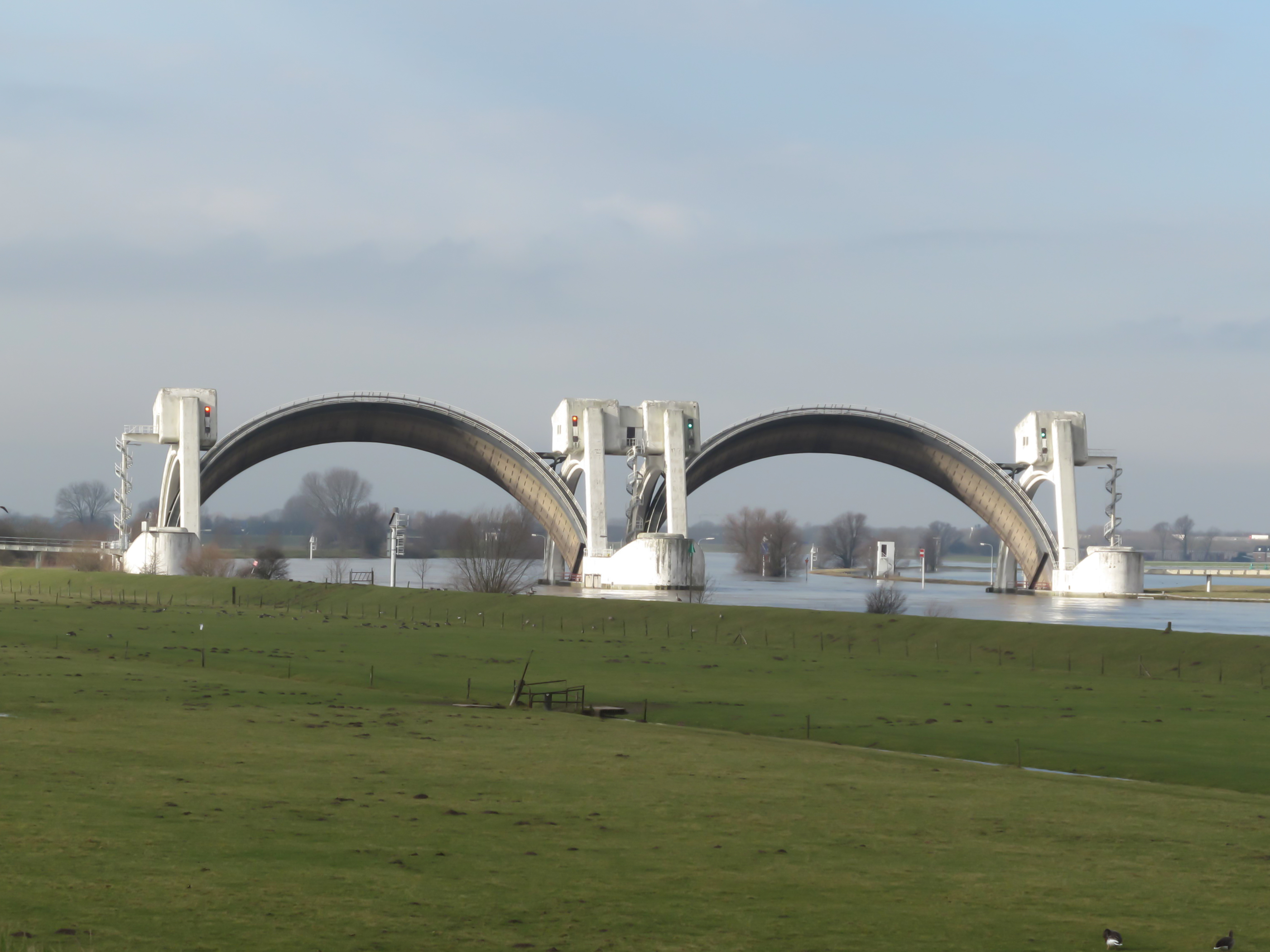
Stuw bij Driel in de Nederrijn

Zowel de directie Bruggen als de directie Sluizen en Stuwen hadden in de eerste jaren na de oorlog beide veel werk. Toch was er ook sprake van animositeit tussen beide bouwdiensten. De grenzen van beider competenties waren niet altijd even duidelijk en moesten soms van bovenaf beslecht worden. Zo kwam het onderwerp "stalen deuren met bewegingswerken en elektrische installaties.bij sluizen" bij Bruggen te liggen en "elektromechanische installaties bij tunnels" bij Sluizen en Stuwen.
De directie Sluizen & Stuwen is verantwoordelijk geweest voor het ontwerp en de aanleg van de stuwen in de Rijn bij Hagestein (1957 - 1961), Driel (1966 - 1970) en Amerongen(1960 - 1965) en van bijna alle tunnels, aquaducten en sluizen (inclusief allerlei spui- en uitwateringssluizen) in Nederland. Dit had niet alleen betrekking op de kunstwerken van de Rijkswaterstaat maar soms ook die door anderen werden gerealiseerd zoals de Hemspoortunnel, maar ook de Kiltunnel, de Tunnel onder de Noord, de aanpassing van de Marinehaven in Den Helder en werkzaamheden aan de haven Delfzijl.
Enkele voorbeelden van tunnels en aquaducten (sluizen zijn er te veel om op te noemen):
- Tunnels: Coentunnel (1962 - 1966), Beneluxtunnel (1962 - 1967), Schipholtunnel (1964 - 1966), Heinenoordtunnel (1966 - 1969), Vlaketunnel (1972 - 1975), Drechttunnel (1973 - 1977), Kiltunnel (1974 - 1978), Prinses Margriettunnel (Uitwellingerga) (1975 - 1978), Hemspoortunnel (1975 - 1980), Zeeburgertunnel (1984 - 1990), Tunnel onder de Noord (1989 - 1991)
- Aquaducten: Ringvaart Haarlemmermeer (1957 - 1960), Gouwe-aquaduct (1975 - 1981), Aquaduct Grouw (1990 - 1993).

Vanaf het begin van de Deltawerken kwam een groot accent op dat project te liggen. Alle grote constructies zoals de Stormvloedkering in de Hollandse IJssel, de Spuisluizen in het Haringvliet, de sluiscomplexen in de Zandkreek en het Volkerak, de Krammersluizen en alle doorlaatcaissons zijn door de directie Sluizen en Stuwen ontworpen en gebouwd. Van al deze werken werd het gedeelte in staal door de Directie Bruggen uitgevoerd.
Bij de bouw van de Stormvloedkering in de Oosterschelde ontstond een nieuwe situatie, in feite een samenwerkingsverband tussen de Deltadienst en de directies Sluizen & Stuwen en Bruggen. De Deltadienst en S & S traden op als opdrachtgever van de aannemerscombinatie Dosbouw voor de fundering en de onderbouw van de Stormvloedkering Oosterschelde. De directie Bruggen was opdrachtgever van een aantal bedrijven voor de afsluitmiddelen, zoals de schuiven en de bewegingswerken van de Oosterscheldedam en de sluisdeuren van de Roompotsluis. De grootste opdrachtnemer van Bruggen was de combinatie Ostem. Bij de stormvloedkering in de Oosterschelde was er een extra organisatorisch aspect: Niet alleen was het een waterbouwkundig werk van een totaal nieuw concept en met een ongekende dimensie, maar ook was er voor het ontwerpen van de fundering en de onderbouw een ontwerpteam gevormd met de combinatie Dosbouw, waardoor de inbreng van aannemerskennis gewaarborgd werd. De Deltadienst was behalve met het ontwerpen van de waterbouwkundige werken ook belast met de coördinatie van de totale bouw van de stormvloedkering. Zo is daar voor het eerst een projectmatige werkwijze bij de Rijkswaterstaat ingevoerd.
Bij de opheffing van de Deltadienst in oktober 1986 is een groot deel van de ontwerpafdeling van de Stormvloedkering overgeheveld naar de directie Sluizen & Stuwen als hoofdafdeling Waterbouw. Daarmee werd het taakgebied van de directie verbreed van kunstwerken naar de bredere algemene waterbouw en werd feitelijk de eerste stap gezet naar de latere Bouwdienst Rijkswaterstaat, die in 1990 zou ontstaan na de fusie met de Directie Bruggen.